# قائمة الألعاب الشعبية الفلسطينية
الألعاب الشعبية الفلسطينية تختلف الألعاب الشعبية التي يتسلى بها الصبية في النهار عن تلك التي يمارسونها في المساء، كما أن ألعاب الفتية تختلف عن ألعاب الفتيات.
في ساعات النهار كان الفتية يمارسون ألعابهم المفضلة في حاراتهم، أو في الساحات القريبة من منازلهم، ومن بين هذه الألعاب:
- الحيب
- القلول أو البنانير
- المغاطة أو الشعبة
- لعبة حاكم جلاد
- الحجلة
- قص اعظيم
- سباق الكيس
- علبة كبريت
- طاق طاق طاقية
- البكاك
- لمس الهدف
- لعبة العصفور
- الكريكمة
- لعبة الهوالوه
- لعبة العدس
- لعبة كسر البيض
- ام اللي بتحيي - جندر
- شفت القمر
- لعبة الزواي
- لعبة الحج بج
- الاستغماية - الغماية
- عالي وطواط
- لعبة الخارطة